# Amed SK
Amed Sportif Faaliyetler Kulübü oder kurz Amed SK ist ein türkischer Fußballverein aus der Provinzhauptstadt Diyarbakır (kurdisch Amed) der gleichnamigen Provinz. Amed SK ist der Betriebssportverein der einheimischen Stadtverwaltung und wird von dieser finanziell unterstützt.

## Geschichte

### Gründung und das erste Jahrzehnt
Der Verein wurde im August 1976 unter dem Namen Diyarbakır Melikahmetspor in Diyarbakır gegründet. Im Sommer 1990 wurde er von der Stadtverwaltung der Diyarbakırs aufgekauft, als Betriebssportverein umgestaltet und entsprechend dieser Umgestaltung in Diyarbakır Belediyespor umbenannt. Nachdem der Verein fast zwei Jahrzehnte in den unteren regionalen Amateurligen tätig gewesen war, stieg der Verein im Sommer 1994 in die Türkiye 3. Futbol Ligi, der damals dritthöchsten türkischen Spielklasse, auf und nahm das erste Mal am türkischen Profifußballbetrieb teil. Zur Saison wurde der Verein zur Betriebsmannschaft der staatlichen Wasserbetriebe der Stadt Diyarbakır DİSKİ: Diyarbakır Su ve Kanalizasyon İdaresi Genel Müdürlüğü’nün (dt.: Diyarbakır Wasser- und Kanalisationsbetrieb) und nannte sich fortan Diyarbakır Büyük Şehir Diskispor. Der Verein spielte bis zum Sommer 2001 in der dritthöchsten türkischen Division.

### Systembedingter Abstieg in die TFF 3. Lig
Da mit der Saison 2001/02 der türkische Profi-Fußball grundlegenden Änderungen unterzogen werden sollte, wurden bereits in der Spielzeit 2000/01 Vorbereitungen für diese Umstellung getroffen. Bisher bestand der Profifußball in der Türkei aus drei Ligen: Der höchsten Spielklasse, der einspurigen Türkiye 1. Futbol Ligi, der zweitklassigen fünfspurig gespielten Türkiye 2. Futbol Ligi und der drittklassigen achtgleisig gespielten Türkiye 3. Futbol Ligi. Zur Saison 2001/02 wurde der Profifußball auf vier Profiligen erweitert. Während die Türkiye 1. Futbol Ligi unverändert blieb, wurde die Türkiye 2. Futbol Ligi in die nun zweithöchste Spielklasse, die Türkiye 2. Futbol Ligi A Kategorisi (zu dt.: 2. Fußballliga der Kategorie A der Türkei), und die dritthöchste Spielklasse, die Türkiye 2. Futbol Ligi B Kategorisi (zu dt.: 2. Fußballliga der Kategorie B der Türkei), aufgeteilt. Die nachgeordnete Türkiye 3. Futbol Ligi wurde fortan somit die vierthöchste Spielklasse, die TFF 3. Lig. Jene Mannschaften, die in der Drittligasaison 2000/01 lediglich einen mittleren Tabellenplatz belegt hatten, wurden für die kommende Saison der neugeschaffenen vierthöchsten türkischen Spielklasse, der 3. Lig, zugewiesen. Diyarbakır BB Diskispor, welches die Liga auf dem 4. Tabellenplatz beendet hatte, musste so systembedingt in die 3. Lig absteigen.

### Rückkehr in die TFF 2. Lig und Umbenennung in Diyarbakır BB
Zum Sommer 2007 erreichte der Verein die Meisterschaft der TFF 3. Lig und stieg erstmals in der Vereinsgeschichte in die drittklassige TFF 2. Lig auf. Nach drei Spielzeiten in der TFF 2. Lig stieg er zum Saisonende 2009/10 wieder in die TFF 3. Lig ab. Zum Ende der Spielzeiten 2010/11 und 2011/12 schaffte es der Verein in die Play-offs der TFF 3. Lig und verpasste erst hier den Aufstieg in die TFF 2. Lig. Zur Saison 2011/12 änderte der Verein seinen Namen in die heutige Form Diyarbakır Büyükşehir Belediyespor und ist seither die Betriebsmannschaft der Stadtverwaltung der Stadt.

### Neuzeit
In die Viertligaspielzeit 2012/13 startete der Klub mit zwölf Siegen in Folge und erreichte damit den besten Start einer Mannschaft innerhalb der türkischen Profiligen. Am 31. Spieltag dieser Saison sicherte sich der Verein die Meisterschaft der TFF 3. Lig und damit den direkten Aufstieg in die TFF 2. Lig.
Im Sommer 2013 änderte der Klub seine Farben von rot-gelb in rot-grün um und übernahm damit die Vereinsfarben von dem historischen Verein Diyarbakırspor. Mit den Vereinsfarben sollte ursprünglich auch der Vereinsname in Diyarbakır Amedspor bzw. nur Amedspor geändert werden. Amed ist der kurdische Name der Stadt Diyarbakir. Während die Vereinsmitglieder für eine Vereinsfarbeinänderung gestimmt hatten, entschied sich die Mehrheit gegen eine Namensänderung.
In der Mitgliederversammlung vom 28. Oktober 2014 entschied sich die Mehrheit für eine Namensänderung in Amedspor. Nachdem der neue Name vom türkischen Fußballverband genehmigt wurde, sollte die Namensänderung rechtskräftig sein. Der Verband lehnte allerdings den Antrag auf Namensänderung ab, da bereits ein anderer Verein unter diesem Namen registriert ist.
Nachdem sich herausgestellt hatte, dass der Wunschname Amedspor bereits vergeben war, stellte der Verein beim Fußballverband einen Antrag auf die Namensänderung in Amed Sportif Faaliyetler Kulübü, kurz Amed SK. Der Verband erklärte diesen Antrag in einer Vorstandssitzung am 12. August 2015 zu besprechen. In dieser Sitzung wurde dem Antrag stattgeben, wodurch der Verein ab der Saison 2015/16 mit dem neuen Namen an den Wettbewerben teilzunehmen begann.
In der Saison 2015/16 wurde der Verein wegen politischer Stadiongesänge seiner kurdischen Anhänger vom türkischen Verband zu einer Geldstrafe von 150.000 Euro verurteilt, was einem Viertel des Jahresbudgets entsprach.

## Erfolge
- Meister der TFF 3. Lig: 2006/07, 2012/13
- Aufstieg in die TFF 2. Lig: 1994/95, 2006/07, 2012/13
- Meister der TFF 2. Lig 2023/24
- Aufstieg in die TFF 1. Lig 2023/24

## Ligazugehörigkeit
- 2. Liga: seit 2024
- 3. Liga: 1994–2001, 2007–2010, 2013–2024
- 4. Liga: 2001–2007, 2010–2013
- Amateurliga: 1990–1994

## Ehemalige Spieler
- Deniz Naki (2015–2018)
- Murat Yılmaz (2017–2018)
- Mervan Çelik (2021–2022)

## Ehemalige Trainer
- Coşkun Demirbakan (2014–2015)
- Taner Taşkın (2016–2017)